# Livet (tidning)
Tidningen Livet är den finlandssvenska pingströrelsens månadstidning. Livet beskrivs människors erfarenheter av tron och livet. Chefredaktör är Partik Hellström. Utgivare är Finlands svenska Pingstmission.